# Suore armene dell'Immacolata Concezione
Le Suore Armene dell'Immacolata Concezione sono un istituto religioso femminile di diritto pontificio: le suore di questa congregazione pospongono al loro nome la sigla S.A.I.C.

## Storia
La congregazione fu fondata il 5 giugno 1847 a Costantinopoli da Antonio Hassun, futuro patriarca degli armeno-cattolici, e da Serpuhi Hagiantonian. La prima professione dei voti ebbe luogo il 9 dicembre 1847.
Molte suore perirono durante il genocidio armeno (1915-1921) e l'unico convento che non venne distrutto fu la casa-madre di Costantinopoli. Per risollevare le sorti della congregazione, nel 1921 papa Pio XI decise di ospitare 400 orfane armene nella sua residenza di Castelgandolfo e chiamò le suore per la loro cura; la casa-madre fu trasferita a Roma nel 1923.
Nel 1925 la congregazione per le Chiese orientali unì all'istituto le religiose superstiti delle comunità armene di Trebisonda, di Marash e di Ankara. Le costituzioni furono approvate da Pio XI l'11 giugno 1932.

## Attività e diffusione
Le suore si dedicano all'apostolato presso le comunità armeno-cattoliche.
Sono presenti in Armenia, Egitto, Francia, Georgia, Giordania, Iran, Iraq, Italia, Libano, Siria, Stati Uniti d'America; la sede generalizia è a Roma.
Alla fine del 2008 la congregazione contava 78 religiose in 23 case.